# رئيس سنغافورة
رئيس جمهورية سنغافورة هو رئيس الدولة. في نظام وستمنستر البرلماني، والذي يحكم نفسه سنغافورة، ورئيس الوزراء هو رئيس الحكومة في حين أن موقف الرئيس شرفي إلى حد كبير. قبل عام 1993، تم اختيار رئيس سنغافورة من قبل البرلمان. بعد التعديلات التي أدخلت على الدستور الذي سن في عام 1991، أصبح مكتب الرئاسة انتخابه شعبيا. وكان أول رئيس منتخب من قبل غالبية الشعب اونج تنغ تشونغ، الذي خدم من 1 سبتمبر 1993 إلى 31 أغسطس 1999. الرئيس الحالي لسنغافورة هو ثارمان شانموجاراتنام.
رئيس جمهورية سنغافورة هو رئيس دولة شرفي مماثل على نطاق واسع إلى عاهل المملكة المتحدة، ولكن التعديلات الدستورية 1991 أعطى الرئيس صلاحيات معينة على حد الإنفاق الحكومي من الاحتياطيات المالية والتعيينات في الوظائف العامة الرئيسية.

## التاريخ
تم إنشاء مكتب الرئيس في عام 1965 بعد سنغافورة أصبحت جمهورية على انفصالها عن اتحاد ماليزيا في ذلك العام. استبداله مكتب يانغ دى بيرتوان نيجارا، التي أنشئت عندما سنغافورة حصلت على الحكم الذاتي في عام 1959. أصبحت مشاركة يانغ دى بيرتوان نيجارا، Yusof بن إسحاق، أول رئيس. وحل محله بنيامين Sheares بعد وفاته، الذي شغل منصب الرئيس حتى وفاته في عام 1981، عندما كان خلفه ديفان ناير Chengara Veetil. صعدت ناير بسبب مشاكل شخصية، بانخفاض في عام 1985 وحلت محلها وي وي كيم، الذي شغل منصب الرئيس حتى عام 1993.
في يناير 1991، دستور جمهورية سنغافورة تم تعديل لتوفير لانتخاب شعبية الرئيس. وكان إنشاء منصب الرئيس المنتخب تغييرا كبيرا الدستورية والسياسية في تاريخ سنغافورة كونها تحت المراجعة، يحق للرئيس الاعتراض على استخدام الاحتياطيات الحكومية والتعيينات في التعيينات الرئيسية الخدمة المدنية. انه أو انها يمكن أن تدرس أيضا تطبيق الإدارة من قانون الأمن الداخلي والصيانة قانون الوئام الديني،  وتأذن تحقيقات الفساد (انظر أدناه).
وكان أول رئيس منتخب شعبيا اونج تنغ تشونغ، وزير التعليم السابق. شغل منصب الرئيس من 1 سبتمبر 1993 إلى 31 أغسطس 1999. بحكم من الأحكام الانتقالية في الدستور من سنغافورة،  على الرغم من أن لم ينتخب اونج سلف وي كيم وي رئيسا، لأنه عقد مكتب الرئيس مباشرة قبل 30 نوفمبر 1991 كان يمارس، قام وتفريغها جميع وظائف وصلاحيات واجبات رئيس منتخب كما لو كان قد انتخب لمنصب الرئيس من قبل مواطني سنغافورة حتى اونج تنغ تشونغ تولى منصب الرئيس.
وكان الرئيس السادس Sellapan راماناثان، المعروف على نطاق واسع SR ناثان. لم ينتخب من قبل الشعب في التصويت، لكنه أصبح الرئيس بحكم كونه المرشح الوحيد تعتبر مؤهلة من قبل لجنة الانتخابات الرئاسية. وكان ولايته الأولى من Office من 18 أغسطس 1999 إلى 31 أغسطس 2005. أعيد انتخابه بعد مباراتهما في 17 أغسطس 2005. في أغسطس 2011، فاز توني تان كنغ يام انتخابات 2011 الرئاسية بفارق ضئيل بنسبة 0.34٪. أدى اليمين الدستورية ليتولى منصب رئيس السابعة وسنغافورة في 1 سبتمبر 2011.

## ضع الدستورية ودور
الرئيس هو رئيس الدولة في سنغافورة. تناط السلطة التنفيذية للدولة في ممارستها من قبل عليه وسلم أو من قبل مجلس الوزراء أو أي وزير أذن بها مجلس الوزراء ومع ذلك، فمن لديه مجلس الوزراء الاتجاه العام والسيطرة على الحكومة،  وفي معظم الحالات يمارس الرئيس صلاحيات وفقا لمشورة مجلس الوزراء أو القائم بأعمال وزير تحت سلطة العام لمجلس الوزراء. الرئيس يمارس صلاحيات محدودة فقط في شخصية له تقدير لمنع محاولات من قبل الحكومة من اليوم على السحب من الاحتياطي الماضية أنها لم تتراكم، من الموافقة على التغييرات في المواعيد الرئيسية، وممارسة الرقابة على المكتب الفاسدة التحقيق في الممارسات والقرارات التنفيذية للبموجب قانون الأمن الداخلي والحفاظ على قانون الوئام الديني.

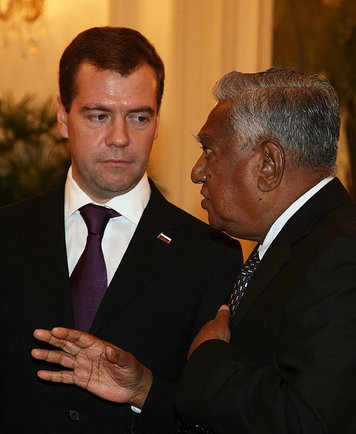
الرئيس س. ر ناثان يتحدث إلى الرئيس الرئيس الروسي ديمتري ميدفيديف خلال زيارة الأخير إلى سنغافورة في عام 2009

كعنصر من عناصر المجلس التشريعي مع البرلمان، وأيضا رئيس المخولة بالاشتراك مع السلطة التشريعية في سنغافورة. الرئيس بالدور الرئيسي في ممارسة السلطة التشريعية في سن القوانين وassenting إلى مشاريع القوانين التي يجيزها البرلمان. كما أنه يمارس هذه الوظيفة الدستورية وفقا للمشورة مجلس الوزراء وليس في سلطته التقديرية الشخصية إلا في ظروف معينة،  في عام لا يجوز له أن يرفض الموافقة على مشاريع القوانين التي مرت البرلمان صحيحا. كلام في سن القوانين سنغافورة هي: «سواء كان سنها الرئيس بمشورة وموافقة البرلمان في سنغافورة، على النحو التالي:». وعادة ما يفتح الرئيس كل دورة برلمانية مع عنوان صاغه الإعداد مجلس الوزراء من جدول أعمال الحكومة للدورة،  ويمكن أن تتناول البرلمان وإرسال رسائل إليه.
وقد دعا الرئيس «في سنغافورة دبلوماسي رقم 1». السفراء والمفوضين المعتمدين لدى سنغافورة عالية تقديم أوراق اعتمادهم له، ودعا من خلال زيارة الزعماء الأجانب. وبالإضافة إلى ذلك، وقال انه يسهم في العلاقات الخارجية للبلاد من خلال القيام برحلات في الخارج للمشورة مجلس الوزراء. وقد استخدم الرؤساء أيضا مكتب للأعمال الخيرية بطل. وي وي كيم الترويج الرياضة والعمل التطوعي، والثقافة اونج تشيونغ تنغ والفنون والموسيقى بوجه خاص. في عام 2000، س. ر أنشأ ناثان تحدي الرئيس مع وزارة تنمية المجتمعية والشباب والرياضة ومجلس إدارتها القانونية، والمجلس الوطني للخدمة الاجتماعية. اعتبارا من عام 2011، كان المسعى جمع أكثر من S 100 مليون دولار لدعم الجمعيات الخيرية المعاقين والمحتاجين.

## دول

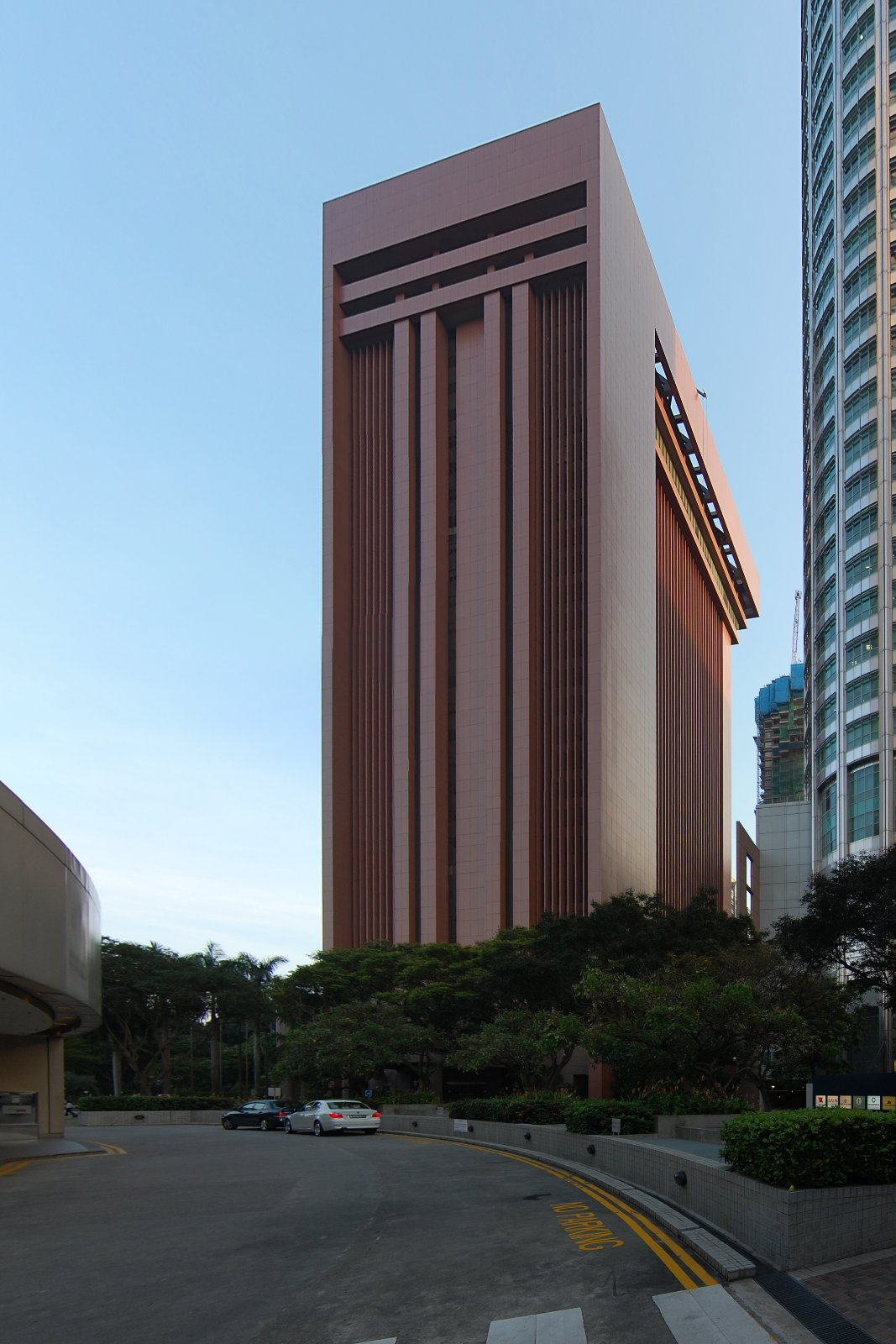
الرئيس مبارك لديه السلطة التقديرية الشخصية حول ما إذا كان للموافقة على الميزانيات أو المعاملات المالية المحدد المجالس التشريعية والشركات الحكومية التي من المرجح أن السحب من الاحتياطيات الماضية. وهيئة النقد في سنغافورة، صورت هنا في سبتمبر 2009، هي واحدة من هذا القبيل مجلس قانوني.

وتنقسم صلاحيات رئيس سنغافورة إلى تلك التي يجوز للرئيس أن يمارس سلطته التقديرية في الخاصة، وتلك لا بد له من ممارسة وفقا لمشورة مجلس الوزراء في سنغافورة أو من وزير العمل في إطار الهيئة العامة لمجلس الوزراء. وبالإضافة إلى ذلك، يتعين على الرئيس أن يتشاور مع مجلس المستشارين الرئاسي (CPA) عند تنفيذ بعض مهامه. في حالات أخرى، ويجوز له الرجوع إلى CPA إذا كان يرغب في ولكن ليست ملزمة للقيام بذلك.
الدستور يمنح الرئيس على بعض المهام التنفيذية لمنع محاولات من قبل الحكومة من اليوم على السحب من الاحتياطي الماضية أنها لا تتراكم. وبالتالي، لا يجوز أن تعطى ضمانة أو أثار على قرض من الحكومة إذا كان رئيس الجمهورية يوافق،  وهناك حاجة أيضا لموافقته ميزانيات المجالس التشريعية المحدد والشركات الحكومية التي تعتمد على احتياطياتها الماضية. الرئيس كما تمتلك السلطة التقديرية الشخصية لحجب الموافقة على أي مشروع قانون في البرلمان تقديم مباشرة أو غير مباشرة لاختلاف مباشرة أو غير مباشرة، وتغيير أو زيادة في صلاحيات المجلس المركزي صندوق الادخار للاستثمار الأموال العائدة إليها; والاقتراض من المال، إعطاء أي ضمان أو رفع أي قرض من الحكومة إذا كان في رأي الرئيس على مشروع القانون من المرجح أن السحب من الاحتياطيات لا تراكمت لدى الحكومة خلال فترة ولايتها الحالية من منصبه. بالإضافة إلى ذلك، يجوز للرئيس حجب الموافقة إلى أي إمدادات بيل، بيل توريد أو التكميلية النهائي بيل التموين لأي سنة مالية إذا كان في رأيه تقديرات الإيرادات والنفقات، أو بيان التقديرات التكميلية الزائدة من المرجح أن تؤدي إلى السحب من احتياطيات الماضية.
وهي مخولة أيضا رئيس من الموافقة على التغييرات إلى مفتاح وظائف الخدمة المدنية، مثل رئيس المحكمة العليا، والنائب العام، ورئيس وأعضاء لجنة الخدمة العامة، ورئيس قوة الدفاع ومفوض الشرطة. وقال كما يعين رئيسا للوزراء وعضو البرلمان (MP) منظمة الصحة العالمية، في رأيه الشخصي، ومن المرجح أن يحظى بثقة أغلبية أعضاء البرلمان. الرئيس يتمتع بسلطات معينة من الإشراف على التحقيق في الممارسات الفاسدة المكتب وقرارات السلطة التنفيذية بموجب قانون الأمن الداخلي والحفاظ على قانون الوئام الديني.
تميزت فترة ولاية أول رئيس منتخب، اونج تنغ تشونغ (1993-1999)، بسبب الخلافات بينه وبين الحكومة بشأن مدى سلطاته التقديرية المالية. المناقشات بلغت ذروتها في الحكومة إصدار غير ملزم ورقة بيضاء بعنوان مبادئ تحديد وحماية الاحتياطيات المتراكمة من الحكومة والمجالس الدستورية الجدول الخامس والشركات الحكومية (1999). وفي عام 2009، طلبت الحكومة من الموافقة SR الرئيس ناثان لرسم 4.9 مليار دولار من الاحتياطيات المالية الماضية من أجل تلبية نفقات الميزانية الحالية، وهي المرة الأولى أنها فعلت ذلك. تم استخدام المبلغ لتمويل حزمة قدرة الحكومة تتكون من اثنين من مخططات تهدف إلى الحفاظ على الوظائف والشركات خلال الأزمة المالية.

## رئيس سنغافورة (1965 - حتى الآن)
| الرقم                                                                         | صورة                                                                          | رئيس                                                                          | المنصب السابق                                                                 | مدة المنصب                                                                    | مدة المنصب        | مدة المنصب         | انتخب                 |
| الرقم                                                                         | صورة                                                                          | رئيس                                                                          | المنصب السابق                                                                 | تولى منصبه                                                                    | ترك المكتب        | الوقت في المكتب    | انتخب                 |
| ----------------------------------------------------------------------------- | ----------------------------------------------------------------------------- | ----------------------------------------------------------------------------- | ----------------------------------------------------------------------------- | ----------------------------------------------------------------------------- | ----------------- | ------------------ | --------------------- |
| 1                                                                             |                                                                               | يوسف بن إسحاق 尤索夫·宾·伊萨 யூசோஃப் பின் இஷாக் يوسف بن إسحاق (1910–1970)            | يانغ ديبيرتوان نيغارا                                                         | 9 أغسطس 1965                                                                  | 23 نوفمبر 1970    | 5 سنوات و106 أيام  | انتخب من قبل البرلمان |
| نصب البرلمان خلال هذه الفترة رئيسه يوه غيم سينغ رئيس بالإنابة.                | نصب البرلمان خلال هذه الفترة رئيسه يوه غيم سينغ رئيس بالإنابة.                | نصب البرلمان خلال هذه الفترة رئيسه يوه غيم سينغ رئيس بالإنابة.                | نصب البرلمان خلال هذه الفترة رئيسه يوه غيم سينغ رئيس بالإنابة.                | نصب البرلمان خلال هذه الفترة رئيسه يوه غيم سينغ رئيس بالإنابة.                | 40 أيام           | 40 أيام            | —                     |
| 2                                                                             |                                                                               | بنيامين شيريس 本杰明·薛尔思 பெஞ்சமின் ஹென்றி ஷியர்ஸ் (1907–1981)                        | طبيب (ممارس عام)                                                              | 2 يناير 1971                                                                  | 12 مايو 1981      | 10 سنوات و131 أيام | إنتخب من قبل البرلمان |
| نصب البرلمان خلال هذه الفترة رئيسه يوه غيم سينغ رئيس بالإنابة.                | نصب البرلمان خلال هذه الفترة رئيسه يوه غيم سينغ رئيس بالإنابة.                | نصب البرلمان خلال هذه الفترة رئيسه يوه غيم سينغ رئيس بالإنابة.                | نصب البرلمان خلال هذه الفترة رئيسه يوه غيم سينغ رئيس بالإنابة.                | نصب البرلمان خلال هذه الفترة رئيسه يوه غيم سينغ رئيس بالإنابة.                | 165 أيام          | 165 أيام           | —                     |
| 3                                                                             |                                                                               | ديفان ناير சி.வி தேவன் நாயர் 琴加拉·维蒂尔·德万·奈尔 (1923–2005)                    | عضو في برلمان سنغافورة عن دائرة أنسون                                         | 23 أكتوبر 1981                                                                | 28 مارس 1985      | 3 سنوات و157 أيام  | انتخب من قبل البرلمان |
| نصب البرلمان خلال هذه الفترة رئيس القضاة ويي شونغ جين رئيس بالإنابة.          | نصب البرلمان خلال هذه الفترة رئيس القضاة ويي شونغ جين رئيس بالإنابة.          | نصب البرلمان خلال هذه الفترة رئيس القضاة ويي شونغ جين رئيس بالإنابة.          | نصب البرلمان خلال هذه الفترة رئيس القضاة ويي شونغ جين رئيس بالإنابة.          | نصب البرلمان خلال هذه الفترة رئيس القضاة ويي شونغ جين رئيس بالإنابة.          | 2 أيام            | 2 أيام             | —                     |
| نصب البرلمان خلال هذه الفترة رئيسه يوه غيم سينغ رئيس بالإنابة.                | نصب البرلمان خلال هذه الفترة رئيسه يوه غيم سينغ رئيس بالإنابة.                | نصب البرلمان خلال هذه الفترة رئيسه يوه غيم سينغ رئيس بالإنابة.                | نصب البرلمان خلال هذه الفترة رئيسه يوه غيم سينغ رئيس بالإنابة.                | نصب البرلمان خلال هذه الفترة رئيسه يوه غيم سينغ رئيس بالإنابة.                | 158 أيام          | 158 أيام           | —                     |
| 4                                                                             |                                                                               | وي كيم وي 黄金辉 வீ கிம் வீ (1915–2005)                                           | سفير سنغافورة في كوريا الجنوبية                                               | 2 سبتمبر 1985                                                                 | 1 سبتمبر 1993     | 8 سنة              | انتخب من قبل البرلمان |
| 5                                                                             |                                                                               | أونج تنغ تشيونغ 王鼎昌 ஓங் டெங் சியோங் (1936–2002)                                  | نائب رئيس الوزراء                                                             | 1 سبتمبر 1993                                                                 | 31 أغسطس 1999     | 6 سنة              | 1993- 58.69%          |
| 6                                                                             |                                                                               | سيلابان راما ناطان 塞拉潘·纳丹 செல்லப்பன் ராமனாதன் (1924–2016)                       | سفير سنغافورة في الولايات المتحدة                                             | 1 سبتمبر 1999                                                                 | 31 أغسطس 2005     | 12 سنة             | 1999 - انتصار سهل     |
| 6                                                                             | 1 سبتمبر 2005                                                                 | سيلابان راما ناطان 塞拉潘·纳丹 செல்லப்பன் ராமனாதன் (1924–2016)                       | سفير سنغافورة في الولايات المتحدة                                             | 31 أغسطس 2011                                                                 | 2005 - انتصار سهل | 12 سنة             |                       |
| 7                                                                             |                                                                               | توني تان 陈庆炎 டோனி டான் கெங் யாம் (ولد 1940)                                        | نائب رئيس الوزراء                                                             | 1 سبتمبر 2011                                                                 | 31 أغسطس 2017     | 6 سنة              | 2011- 35.20%          |
| كان رئيس مجلس المستشارين الرئاسيين جي. واي. بيلاي رئيس بالوكالة في هذه الفترة | كان رئيس مجلس المستشارين الرئاسيين جي. واي. بيلاي رئيس بالوكالة في هذه الفترة | كان رئيس مجلس المستشارين الرئاسيين جي. واي. بيلاي رئيس بالوكالة في هذه الفترة | كان رئيس مجلس المستشارين الرئاسيين جي. واي. بيلاي رئيس بالوكالة في هذه الفترة | كان رئيس مجلس المستشارين الرئاسيين جي. واي. بيلاي رئيس بالوكالة في هذه الفترة | 15 أيام           | 15 أيام            | —                     |
| 8                                                                             |                                                                               | حليمة يعقوب 哈莉玛·雅各布 ஹலிமா பின்தி யாகொப் حليمه بنت يعقوب (ولد 1954)              | رئيس البرلمان                                                                 | 14 سبتمبر 2017                                                                | 13 سبتمبر 2023    | 5 سنوات و364 أيام  | 2017 - انتصار سهل     |
| 9                                                                             |                                                                               | ثارمان شانموجاراتنام தர்மன் சண்முகரத்தினம் (ولد 1957)                                | نائب رئيس الوزراء (2011–19) الوزير الأول (2019–23)                            | 14 سبتمبر 2023                                                                | حالي              | 1 سنة و191 أيام    | 2023 - (70.41٪)       |

1. 1 2  مات في منصبه لأسباب طبيعية.
2. ↑  استقال.
3. ↑  وبعد تعديل الدستور عام 1991 ، حُددت ولاية الرئيس لتنتهي في 1 سبتمبر 1993.
4. 1 2  . عاد س ر ناثان دون معارضة في يوم الترشيح في 1999 و2005.